# Leonmanso
Leonmanso, nom artístic de Llorenç «Llure» Marquès Mercadal (Ciutadella de Menorca, 25 de maig de 1979), és un músic i cantant menorquí. Es mou entre el folk, el rock i el pop.
El 2009 es presenta al concurs de maquetes Recplay organitzat per IB3 Ràdio i acaba finalista de les categories de rock contemporani i creativitat en català. De la segona resulta guanyador, cosa que li permet enregistrar el seu primer treball Rinosaure (Blau-Disc Medi, 2010), mesclat per Guiem Soldevila.
Fent un canvi de discogràfica i passant-se a un petit i nounat segell local, Velomar Records, amb Quim Torres (Delên) com a productor, va sorgir el seu segon treball, Jardins de brutes basses (2014). Aquest va ser un treball més madur i menys eclèctic que l'anterior i amb temes igualment molt inspirats com «Sa mamà cuida ses flors», «Darrer intent» o «Sa cara», i recuperant alguns temes antics com «Com ells».
En novembre de 2017 inicià una campanya de micromecenatge a la plataforma Verkami per finançar el que seria el seu tercer treball discogràfic. Després de completar la campanya, en maig de 2018 es publicà l'àlbum Escolta com sona es teu pols (Velomar Records), gravat per Bep Teixidor, produït per Quim Torres i mesclat per Joan Pons (El Petit de Cal Eril). Moltes de les cançons del disc parlen sobre pèrdues i la nostàlgia.

## Discografia
- Rinosaure (Blau/Discmedi, 2010)
- Jardins de brutes basses (Velomar Records, 2014)
- Grnfdpta + Remixos (Velomar Records, 2015)
- Escolta com sona es teu pols (Velomar Records, 2018)
- Elàstic (senzill, Velomar Records, 2020)
- Contes pendents Vol. 1 (Velomar Records, 2020)
- Contes pendents Vol. 2 (Velomar Records, 2021)